# Jack Miller (pilote moto)
Pour les articles homonymes, voir Jack Miller et Miller.
Jack Peter Miller, né le 18 janvier 1995 à Townsville, est un pilote de vitesse moto australien. Il participe au championnat du monde de MotoGP dans le team officiel Pramac Yamaha. Il a comme coéquipier Miguel Oliveira.

## Saison par saison

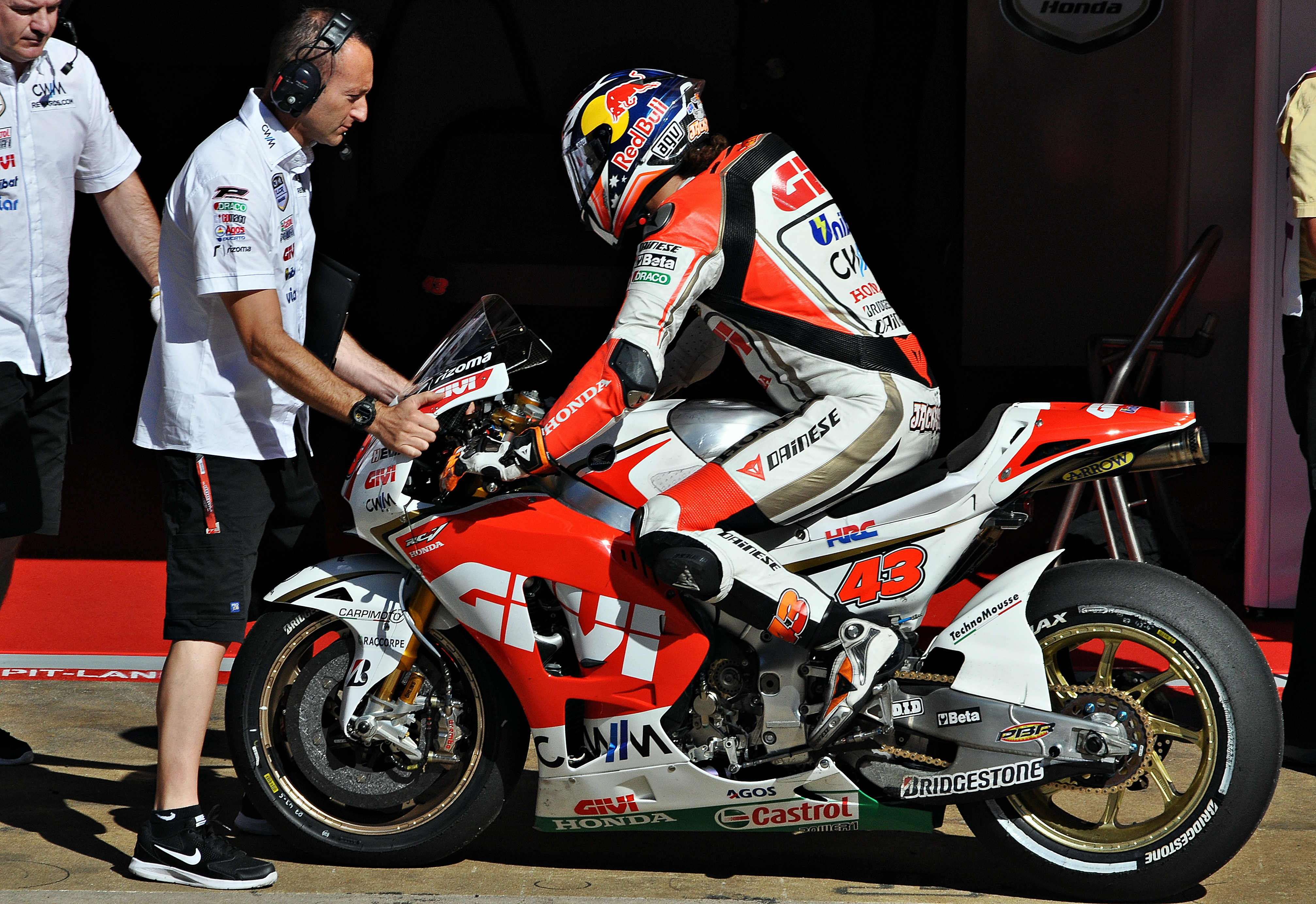
Jack Miller au Grand Prix moto en 2015

Jack Miller fait son apparition en grand prix en 2011, à l'âge de 16 ans, dans la catégorie 125 cm3. 
C'est en 2012 que le pilote australien effectue sa première saison complète au guidon d'une Honda Moto3, il passe donc en 250 cm3. Il marque alors 17 points en 14 courses et se place à la 23e place du championnat du monde. 
Lors de l'année 2013, Jack Miller effectue les 17 courses du calendrier et finit la saison à la 7e place du championnat Moto3 avec un total de 110 points. 
En 2014, il rejoint le team officiel Red Bull au guidon d'une KTM. C'est l'année de la consécration. Il remporte 6 courses sur l'ensemble de la saison mais échoue de peu derrière Alex Márquez pour le titre de champion du monde Moto3 avec un total de 276 points contre 278 marqués par l'espagnol. Ces résultats brillants lui ouvrent les portes de la MotoGP. Jack Miller est l'un des seuls pilotes qui ont eu accès à la MotoGP sans passer par le championnat Moto2 au préalable. En 2015, il intègre alors le team Honda LCR mené par Lucio Cecchinello. Durant la saison, il marque 17 points et se classe à la 19e place du championnat MotoGP.      
Il passe deux saisons dans le team LCR avant de rejoindre le team Marc VDS Racing Team, toujours au guidon d'une Honda.      
C'est en 2018 que le pilote australien se lance le pari Ducati en intégrant le team Pramac aux côtés de l'italien Danilo Petrucci. Il marque 49 points durant la saison et se place au 9e rang du championnat MotoGP.      
Pour la saison 2019, il continue chez Ducati Pramac et a désormais comme équipier, le jeune rookie Francesco Bagnaia.      
Après plusieurs spéculations sur la probable arrivée de Jorge Lorenzo dans le team Ducati Pramac, la rumeur est vite démentie quand Jack Miller annonce avoir renouvelé son contrat avec le team Italien.
Le pilote australien remporte un nouveau podium lors de la course en Aragon, sur le circuit Motorland.

## Palmarès

### Victoires en Moto3: 6
| Année | Lieu du Grand Prix                           | Circuit                         | Ville                |
| ----- | -------------------------------------------- | ------------------------------- | -------------------- |
| 2014  | Grand Prix moto du Qatar                     | Circuit international de Losail | Doha                 |
| 2014  | Grand Prix moto des Amériques                | Circuit des Amériques           | Texas                |
| 2014  | Grand Prix moto de France                    | Circuit Bugatti                 | Le Mans              |
| 2014  | Grand Prix moto d'Allemagne                  | Sachsenring                     | Hohenstein-Ernstthal |
| 2014  | Grand Prix moto d'Australie                  | Circuit de Phillip Island       | Phillip Island       |
| 2014  | Grand Prix moto de la Communauté valencienne | Circuit de Valence              | Valence              |

### Victoires en MotoGP: 4
| Année | Lieu du Grand Prix           | Circuit          | Ville                |
| ----- | ---------------------------- | ---------------- | -------------------- |
| 2016  | Grand Prix moto des Pays-Bas | TT Circuit Assen | Assen                |
| 2021  | Grand Prix moto d'Espagne    | Circuit de Jerez | Jerez de la Frontera |
| 2021  | Grand Prix moto de France    | Circuit Bugatti  | Le Mans              |
| 2022  | Grand Prix moto du Japon     | Twin Ring Motegi | Motegi               |

## Résultats

### Par saison
(Mise à jour après le Grand Prix moto solidaire de Barcelone 2024)
| Saison | Catégorie | Moto      | Course | Victoire | Podium | Pôle | Record du tour | Points | Classement final |
| ------ | --------- | --------- | ------ | -------- | ------ | ---- | -------------- | ------ | ---------------- |
| 2011   | 125 cm3   | Aprilia   | 6      | 0        | 0      | 0    | 0              | 0      | NC               |
| 2011   | 125 cm3   | KTM       | 6      | 0        | 0      | 0    | 0              | 0      | NC               |
| 2012   | Moto3     | Honda     | 14     | 0        | 0      | 0    | 0              | 17     | 23e              |
| 2013   | Moto3     | FTR Honda | 17     | 0        | 0      | 0    | 0              | 110    | 7e               |
| 2014   | Moto3     | KTM       | 18     | 6        | 10     | 8    | 1              | 276    | 2e               |
| 2015   | MotoGP    | Honda     | 18     | 0        | 0      | 0    | 0              | 17     | 19e              |
| 2016   | MotoGP    | Honda     | 13     | 1        | 1      | 0    | 0              | 57     | 18e              |
| 2017   | MotoGP    | Honda     | 17     | 0        | 0      | 0    | 0              | 82     | 11e              |
| 2018   | MotoGP    | Ducati    | 18     | 0        | 0      | 1    | 0              | 91     | 13e              |
| 2019   | MotoGP    | Ducati    | 19     | 0        | 5      | 0    | 1              | 165    | 8e               |
| 2020   | MotoGP    | Ducati    | 14     | 0        | 4      | 0    | 1              | 132    | 7e               |
| 2021   | MotoGP    | Ducati    | 18     | 2        | 5      | 0    | 0              | 181    | 4e               |
| 2022   | MotoGP    | Ducati    | 20     | 1        | 7      | 1    | 1              | 189    | 5e               |
| 2023   | MotoGP    | KTM       | 20     | 0        | 1      | 0    | 0              | 163    | 11e              |
| 2024   | MotoGP    | KTM       | 19     | 0        | 0      | 0    | 0              | 87     | 14e              |
| Total  |           |           | 231    | 10       | 33     | 10   | 4              | 1567   |                  |

- * Saison en cours

### Par catégorie
(Mise à jour après le Grand Prix moto solidaire de Barcelone 2024)
| Cat.    | Année     | 1er GP   | 1er Pod  | 1re Vict. | GP  | Vict. | Podiums | Pole | Mtour | Pts  | Titre |
| ------- | --------- | -------- | -------- | --------- | --- | ----- | ------- | ---- | ----- | ---- | ----- |
| 125 cm3 | 2011      | GER 2011 |          |           | 6   | -     | -       | -    | -     | 0    | -     |
| Moto3   | 2012-2014 | QAT 2012 | QAT 2014 | QAT 2014  | 49  | 6     | 10      | 8    | 1     | 403  | 0     |
| MotoGP  | 2015-     | QAT 2015 | NED 2016 | NED 2016  | 176 | 4     | 23      | 2    | 3     | 1164 | 0     |
| Total   | 2011-     |          |          |           | 231 | 10    | 33      | 10   | 4     | 1567 | 0     |

### Courses par année
| Sais | Cat     | Moto    | 1       | 2       | 3       | 4       | 5        | 6        | 7       | 8       | 9       | 10      | 11      | 12      | 13      | 14      | 15      | 16      | 17      | 18      | 19       | 20      | 21  | 22  | Clas | Pts |
| ---- | ------- | ------- | ------- | ------- | ------- | ------- | -------- | -------- | ------- | ------- | ------- | ------- | ------- | ------- | ------- | ------- | ------- | ------- | ------- | ------- | -------- | ------- | --- | --- | ---- | --- |
| 2011 | 125 cm3 | Aprilia | QAT     | SPA     | POR     | FRA     | CAT      | GBR      | NED     | ITA     | GER Ab. | CZE     | IND     |         |         |         |         |         |         |         |          |         |     |     | NC   | 0   |
| 2011 | 125 cm3 | KTM     |         |         |         |         |          |          |         |         |         |         |         | RSM 24  | ARA     | JPN 16  | AUS 23  | MAL 16  | VAL Ab. |         |          |         |     |     | NC   | 0   |
| 2012 | Moto3   | Honda   | QAT 25  | SPA Ab. | POR     | FRA Ab. | CAT 15   | GBR Ab.  | NED DSQ | GER 4   | ITA 21  | IND DNS | CZE     | RSM Ab. | ARA 19  | JPN 19  | MAL 13  | AUS 21  | VAL Ab. |         |          |         |     |     | 23e  | 17  |
| 2013 | Moto3   | Honda   | QAT 16  | AME 6   | SPA Ab. | FRA 12  | ITA 10   | CAT 7    | NED 7   | GER 7   | IND Ab. | CZE 7   | GBR 7   | RSM 5   | ARA 13  | MAL 6   | AUS 5   | JPN 6   | VAL Ab. |         |          |         |     |     | 7e   | 110 |
| 2014 | Moto3   | Honda   | QAT 1   | AME 1   | ARG 3   | SPA 4   | FRA 1    | ITA Ab.  | CAT 4   | NED Ab. | GER 1   | IND 3   | CZE 5   | GBR 6   | RSM 3   | ARA 27  | JPN 5   | AUS 1   | MAL 2   | VAL 1   |          |         |     |     | 2e   | 276 |
| 2015 | MotoGP  | Honda   | QAT Ab. | AME 14  | ARG 12  | SPA 20  | FRA Ab.  | ITA Ab.  | CAT 11  | NED Ab. | GER 15  | IND Ab. | CZE 19  | GBR Ab. | RSM 12  | ARA 19  | JPN Ab. | AUS 15  | MAL 17  | VAL 21  |          |         |     |     | 19e  | 17  |
| 2016 | MotoGP  | Honda   | QAT 14  | ARG Ab. | AME DNS | SPA 17  | FRA Ab.  | ITA Ab.  | CAT 10  | NED 1   | GER 7   | AUT DNS | CZE DNS | GBR 16  | RSM DNS | ARA DNS | JPN Ab. | AUS 10  | MAL 8   | VAL 15  |          |         |     |     | 18e  | 57  |
| 2017 | MotoGP  | Honda   | QAT 8   | ARG 9   | AME 10  | SPA Ab. | FRA 8    | ITA 15   | CAT Ab. | NED 6   | GER 15  | CZE 14  | AUT Ab. | GBR 16  | RSM 6   | ARA 13  | JPN DNS | AUS 7   | MAL 8   | VAL 7   |          |         |     |     | 11e  | 82  |
| 2018 | MotoGP  | Ducati  | QAT 6   | ARG 4   | AME 9   | SPA 6   | FRA 4    | ITA Ab.  | CAT Ab. | NED 10  | GER 14  | CZE 12  | AUT 18  | GBR C   | RSM 18  | ARA 9   | THA 10  | JPN Ab. | AUS 7   | MAL 8   | VAL Ab.  |         |     |     | 13e  | 91  |
| 2019 | MotoGP  | Ducati  | QAT Ab. | ARG 4   | AME 3   | SPA Ab. | FRA 4    | ITA Ab.  | CAT 5   | NED 9   | GER 6   | CZE 3   | AUT Ab. | GBR 8   | RSM 9   | ARA 3   | THA 14  | JPN 10  | AUS 3   | MAL 8   | VAL 3    |         |     |     | 8e   | 165 |
| 2020 | MotoGP  | Ducati  | SPA 4   | AND Ab. | CZE 9   | AUT 3   | STY 2    | RSM 8    | EMI Ab. | CAT 5   | FRA Ab. | ARA 9   | TER Ab. | EUR 6   | VAL 2   | POR 2   |         |         |         |         |          |         |     |     | 7e   | 132 |
| 2021 | MotoGP  | Ducati  | QAT 9   | DOA 9   | POR Ab. | SPA 1   | FRA 1    | ITA 6    | CAT 3   | GER 6   | NED Ab. | STY Ab. | AUT 11  | GBR 4   | ARA 5   | RSM 5   | AME 7   | EMI Ab. | ALR 3   | VAL 3   |          |         |     |     | 4e   | 181 |
| 2022 | MotoGP  | Ducati  | QAT Ab. | IND 4   | ARG 14  | AME 3   | POR Ab.  | SPA 5    | FRA 2   | ITA 15  | CAT 14  | GER 3   | NED 6   | GBR 3   | AUT 3   | RSM 18  | ARA 5   | JPN 1   | THA 2   | AUS Ab. | MAL 6    | VAL Ab. |     |     | 5e   | 189 |
| 2023 | MotoGP  | KTM     | POR 74  | ARG 6   | AME     | ESP     | FRA Ab.  | ITA      | ALL     | NED     | GBR     | AUT     | CAT     | RSM     | IND     | JPN     | IND     | AUS     | THA     | MAL     | QAT      | VAL Ab. |     |     | 11e  | 163 |
| 2024 | MotoGP  | KTM     | QAT 21  | POR 5   | AME 137 | ESP Ab. | FRA Ab.8 | CAT Ab.7 | ITA 16  | NED 11  | GER 13  | GBR 127 | AUT 195 | ARA 15  | RSM 8   | EMI 16  | INA Ab. | JPN 108 | AUS 11  | THA 5   | MAL DNS8 | SLD 13  |     |     | 14e  | 87  |
| 2025 |         |         | THA     | ARG     | AME     | QAT     | ESP      | FRA      | GBR     | ARA     | ITA     | NED     | ALL     | TCH     | AUT     | HON     | CAT     | RSM     | JPN     | IND     | AUS      | MAL     | POR | VAL |      |     |

*Saison en cours